# جزيرة سيموت السفلى
جزيرة سيموت السفلى وهي جزيرة من جزر إندونيسيا، وتقع في إقليم جاكارتا، في بولاو سيريبو ضمن شمال الجزر الألف.